# Döbschütz
Döbschütz (obersorbisch Dobšicy) ist ein Ortsteil der ostsächsischen Gemeinde Vierkirchen im Landkreis Görlitz. Das Wasserschloss Döbschütz, eines der ältesten Schlösser der Oberlausitz, ist das Stammhaus des Adelsgeschlechtes von Debschitz.

## Geographie
Döbschütz liegt im mittleren Teil des Landkreises zwischen Niesky, Görlitz und Löbau. Nördlich der Ortslage verläuft die Bundesautobahn 4 (A 4), deren Anschlussstelle Nieder Seifersdorf etwa einen Kilometer entfernt ist. Durch den Ort verläuft die nach Reichenbach/O.L. führende Staatsstraße 124, die nördlich der Ortslage in die Staatsstraße 122 (Löbau–A 4–Niesky) mündet. Döbschütz wird vom Schwarzen Schöps durchzogen. Östlich des eigentlichen Ortes liegt der zu Döbschütz gehörende Heideberg mit der gleichnamigen Ansiedlung.
Umgebende Orte sind Nieder Seifersdorf im Norden, Arnsdorf und Hilbersdorf im Osten, Dittmannsdorf, Krobnitz und Meuselwitz im Süden sowie Melaune und Prachenau im Westen.

## Geschichte

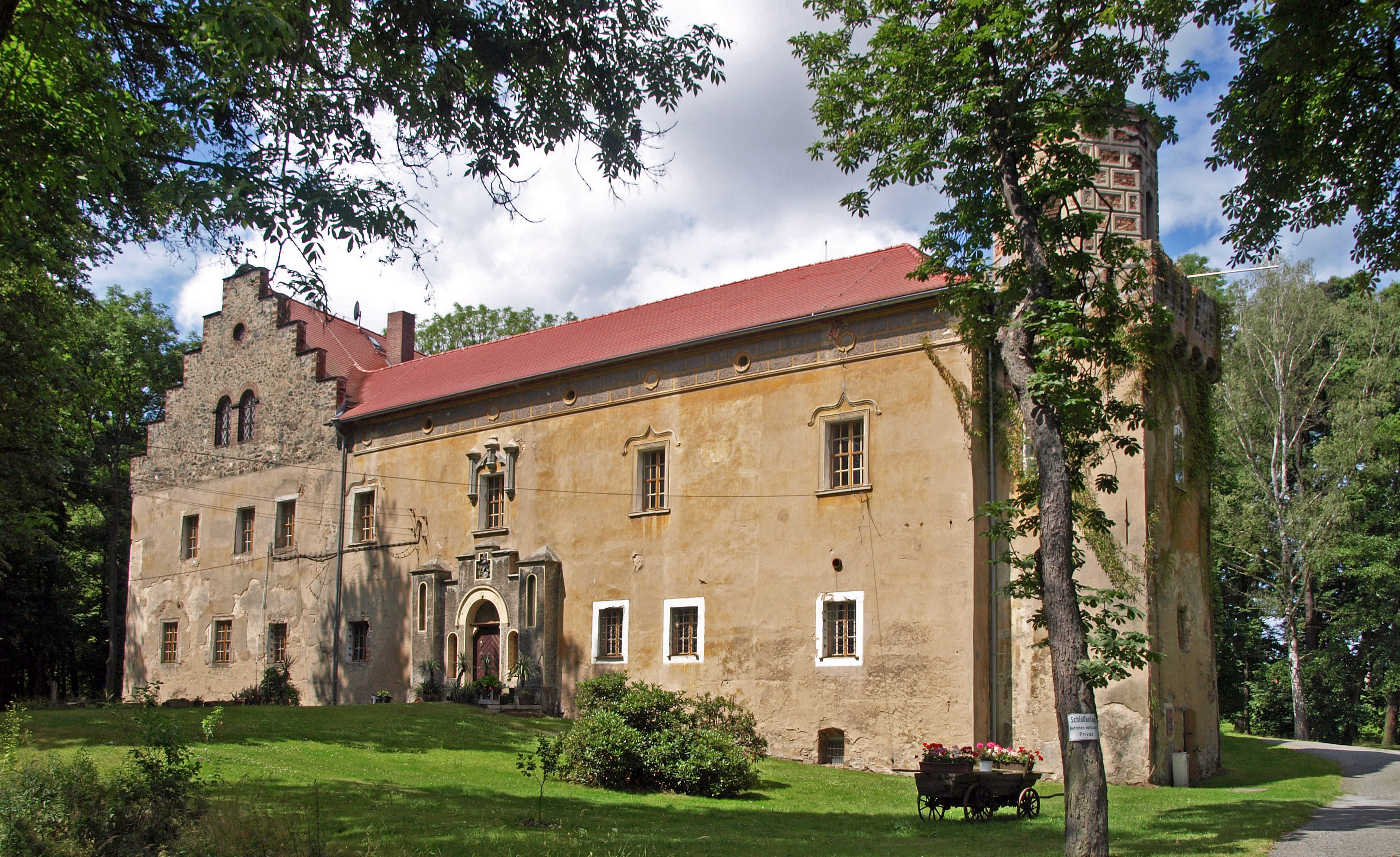
Wasserschloss Döbschütz

Die Siedlungsform als erweiterter Rundweiler deutet darauf hin, dass während der deutschen Ostexpansion im 12. Jahrhundert eine vorhandene slawische Siedlung übernommen und erweitert wurde. Archäologische Funde lassen die Vermutung zu, dass die Siedlung bereits im ausgehenden 9. Jahrhundert angelegt worden sein könnte. Urkundliche Erwähnung findet der Ort, als im Jahr 1280 ein Hugo de Dobswicz aus dem Geschlecht von Debschitz erwähnt wird. Spätestens seit der Reformation ist Döbschütz nach Melaune eingepfarrt.
Wann das Wasserschloss am rechten Ufer des Schwarzen Schöps erbaut wurde, ist nicht eindeutig feststellbar. Einigen (ungesicherten) Theorien zufolge bot es bereits 1174 Vladislav II. eine Zufluchtsstätte. Nachweisbar ist sein Bestehen für das 10. Jahrhundert, wo Zeichnungen an der Hauswand zugrunde liegen, auch wurde eine alte Küche aus der Zeit um das Jahr 1000 im Keller freigelegt. Im Jahr 1874 brannte ein Teil des Schlosses aus, woraufhin ein umfassender Umbau erfolgte.
Durch den Bau der Görlitzer Kreisbahn erhielt Döbschütz 1905 einen Bahnhof. Über diese Bahnstrecke wurde bis 1939 auch der in Döbschütz gebrochene Granit – zeitweise waren bis zu 400 Steinmetze im Granitbruch tätig – abgefahren. Seit 1913 führte die Strecke über die preußisch-sächsische Grenze hinweg in die nahegelegene sächsische Stadt Weißenberg, wo ein Anschluss an die Bahnstrecke Löbau–Radibor möglich war. Das westliche Teilstück der Kreisbahn, an dem auch Döbschütz liegt, wurde 1972 stillgelegt.
Nach dem Zweiten Weltkrieg kam Döbschütz mit den anderen niederschlesischen Orten westlich der Lausitzer Neiße wieder an das Land Sachsen, zu dem die Gemeinde bereits zwischen 1635 und 1815 gehörte. Durch die Verwaltungsreform von 1952 wurde Döbschütz dem Kreis Görlitz (Bezirk Dresden) zugeordnet. Am 1. April 1959 erfolgte die Eingemeindung nach Melaune, mit dem Döbschütz 1994 in die neu gegründete Gemeinde Vierkirchen kam.
Das Schloss wurde 2001 an Familie Rößler verkauft, die es komplett sanierte und 2003 ein Museum eröffnet hat. Weiterhin sind im Schloss Gästezimmer vorhanden.

### Bevölkerungsentwicklung
| Jahr | Einwohner |
| ---- | --------- |
| 1825 | 186       |
| 1871 | 265       |
| 1885 | 292       |
| 1905 | 292       |
| 1925 | 237       |
| 1939 | 245       |
| 1946 | 333       |
| 1950 | 369       |
| 1999 | 170       |
| 2002 | 203       |
| 2011 | 136       |

Im Jahr 1777 werden für Döbschütz zehn Gärtner und acht Häusler verzeichnet, zwei Wirtschaften stehen wüst. Das Fehlen von Bauern lässt sich damit erklären, dass rund zwei Drittel (148 der 226 Hektar) der Ortsflur dem Rittergut gehörten.
Die Einwohnerzahl stieg von 186 im Jahr 1825 auf 292 im Jahr 1885 an. Nach einer Stagnation fiel sie auf 237 im Jahr 1925 ab und erholte sich bis 1939 nur wenig. Nach dem Zweiten Weltkrieg wurden Wohnungen im Wasserschloss an Flüchtlinge und Vertriebene aus den ehemals deutschen Ostgebieten vergeben, so dass die Einwohnerzahl bis 1950 gegenüber dem Wert von 1939 um 50 % auf rund 370 anstieg.
Heute hat Döbschütz etwa 150 Einwohner.

### Ortsname
Der Ortsname entwickelte sich aus Dobswicz (1280), Dobeshicz (um 1330), Dobitschwicz und Dobitswicz (1334) über Debeschicz (1394), Dobeschiz (1413) und Dobischitz (15. Jahrhundert) hin zu Dobschiz (1548), Dobeschitz (1578) und schließlich Döbschütz (1768). Namensvarianten in sorbischer Schriftsprache sind nur wenig überliefert, was darauf hindeutet, dass die Bevölkerung schon zeitig germanisiert wurde.
Der Name leitet sich wahrscheinlich vom altsorbischen Dobešici bzw. dem Personennamen Dobeš ab. Dieser lässt sich auf dob- „gut, günstig“ zurückführen.